# 勒贝克托马
勒贝克托马（法語：Le Bec-Thomas，法語發音：[lə bɛk tɔma]）是法国厄尔省的一个市镇，属于贝尔奈区。

## 地理
勒贝克托马（49°14'9"N, 0°58'59"E）面积1.4 平方千米，位于法国诺曼底大区厄尔省，该省份为法国北部内陆省份，北起滨海塞纳省，西接奧恩省和卡爾瓦多斯省，南至厄尔-卢瓦省，东临瓦兹省、瓦兹河谷省和伊夫林省。
与勒贝克托马接壤的市镇（或旧市镇、城区）包括：富克维尔、拉阿朗热尔、圣旺德蓬舍伊、圣皮埃尔德弗勒尔。

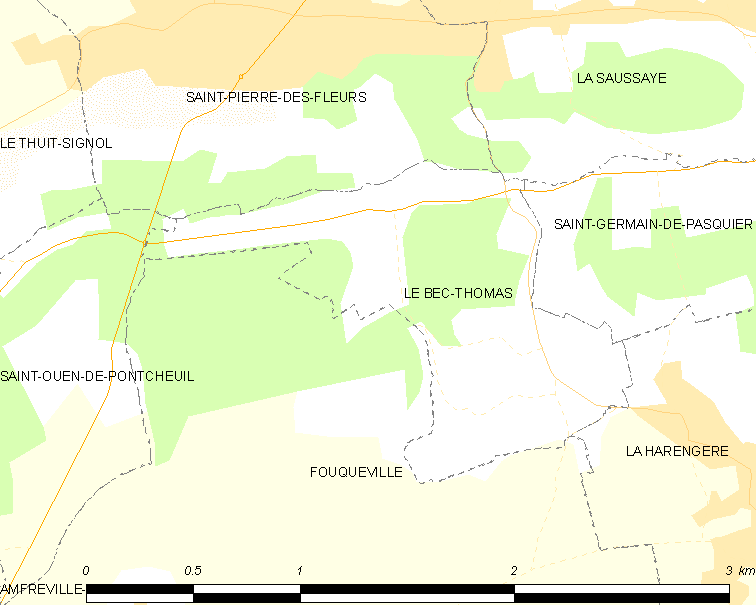
勒贝克托马的OSM定位图

勒贝克托马的时区为UTC+01:00、UTC+02:00（夏令时）。

## 行政
勒贝克托马的邮政编码为27370，INSEE市镇编码为27053。

## 政治
勒贝克托马所属的省级选区为大布特鲁尔德县。

## 人口

1962-2008年间勒贝克托马人口变化图示

勒贝克托马于2022年1月1日时的人口数量为200人。